# Ángel Fernández Artime
Ángel Fernández Artime (Luanco, 21 agosto 1960) è un cardinale e arcivescovo cattolico spagnolo, dal 6 gennaio 2025 pro-prefetto del Dicastero per gli istituti di vita consacrata e le società di vita apostolica e dal 16 luglio 2025 legato pontificio per le basiliche di San Francesco e di Santa Maria degli Angeli ad Assisi.

## Biografia
Nasce nelle Asturie, in Spagna, nel 1960 da una famiglia di pescatori.

### Formazione e ministero sacerdotale
Frequenta la scuola salesiana di León e a 18 anni emette la sua prima professione religiosa. Consegue la laurea in teologia pastorale e le licenze in filosofia e in pedagogia presso l'Università di Valladolid.
Il 4 luglio 1987 è ordinato presbitero.
Dopo l'ordinazione insegna religione nell'istituto salesiano Santo Ángel ad Avilés e in seguito diventa direttore dell'istituto salesiano di Ourense. Ricopre gli incarichi di delegato di pastorale giovanile, di consigliere e di vicario nel consiglio dell'Ispettoria di León, della quale è ispettore dal 2000 al 2006.
Nel 2009 è nominato superiore dell'Ispettoria dell'Argentina sud e in questo periodo ha contatti con l'arcivescovo di Buenos Aires, il cardinale Jorge Mario Bergoglio, poi eletto papa con il nome di Francesco.
Quando viene eletto rettor maggiore della Congregazione salesiana il 25 marzo 2014, succedendo così a Pascual Chávez Villanueva, si stava preparando a prendere possesso dell'Ispettoria della Spagna Mediterranea, di cui era stato nominato superiore il 23 dicembre 2013.

### Ministero episcopale e cardinalato

Stemma cardinalizio prima dell'ordinazione episcopale.

Il 9 luglio 2023, al termine dell'Angelus, papa Francesco annuncia la sua creazione a cardinale; nel concistoro del 30 settembre seguente lo crea cardinale diacono di Santa Maria Ausiliatrice in via Tuscolana. Il 17 dicembre successivo prende possesso della diaconia.
In deroga al motu proprio Cum Gravissima, firmato da papa Giovanni XXIII nel 1962, il quale stabilisce che tutti i cardinali debbano essere ordinati vescovi, non ha ricevuto l'ordinazione episcopale prima del concistoro.
Il 5 marzo 2024, invece, papa Francesco gli assegna, con dignità di arcivescovo, la sede titolare di Ursona. Riceve l'ordinazione episcopale il 20 aprile successivo, con l'arcivescovo Giordano Piccinotti, nella basilica di Santa Maria Maggiore, dal cardinale Emil Paul Tscherrig, già nunzio apostolico in Italia e San Marino, co-consacranti il cardinale Cristóbal López Romero, arcivescovo di Rabat, e Lucas Van Looy, vescovo emerito di Gand.
Nonostante abbia ricevuto l'ordinazione episcopale, per mezzo di una speciale deroga di papa Francesco ha continuato la sua funzione di rettor maggiore della Congregazione salesiana fino al 16 agosto 2024, giorno in cui si è concluso il suo mandato.
Il 6 gennaio 2025 è stato nominato pro-prefetto del Dicastero per gli istituti di vita consacrata e le società di vita apostolica. L'incarico decade il 21 aprile successivo con la morte di papa Francesco.
Il 7 e 8 maggio 2025 ha partecipato come cardinale elettore al conclave che ha portato all'elezione di papa Leone XIV, il quale il 9 maggio lo riconferma nel suo incarico curiale.
Il 16 luglio 2025 papa Leone XIV lo ha nominato legato pontificio per le basiliche di San Francesco e di Santa Maria degli Angeli ad Assisi, succedendo al cardinale Agostino Vallini.

## Genealogia episcopale
La genealogia episcopale è:
- Cardinale Scipione Rebiba
- Cardinale Giulio Antonio Santori
- Cardinale Girolamo Bernerio, O.P.
- Arcivescovo Galeazzo Sanvitale
- Cardinale Ludovico Ludovisi
- Cardinale Luigi Caetani
- Cardinale Ulderico Carpegna
- Cardinale Paluzzo Paluzzi Altieri degli Albertoni
- Papa Benedetto XIII
- Papa Benedetto XIV
- Papa Clemente XIII
- Cardinale Marcantonio Colonna
- Cardinale Giacinto Sigismondo Gerdil, B.
- Cardinale Giulio Maria della Somaglia
- Cardinale Carlo Odescalchi, S.I.
- Vescovo Eugène de Mazenod, O.M.I.
- Cardinale Joseph Hippolyte Guibert, O.M.I.
- Cardinale François-Marie-Benjamin Richard
- Cardinale Pietro Gasparri
- Cardinale Clemente Micara
- Cardinale Antonio Samorè
- Cardinale Angelo Sodano
- Cardinale Emil Paul Tscherrig
- Cardinale Ángel Fernández Artime, S.D.B.